# 張敬兒
張敬兒（？—483年7月10日），本名张苟儿，宋明帝为他改名敬儿，南阳郡冠军县（今河南省邓州市西北）人，南北朝时期刘宋、南齐的大臣。
少年娴熟弓马，以军功官至宁朔将军、越骑校尉。元徽二年（474年），桂阳王刘休范反，他诈降斩杀刘休范之首，因功封襄阳县侯，任雍州刺史。昇明二年（478年）荆州刺史沈攸之反，他派兵袭击江陵，杀死沈攸之，进号征西将军。南齐建立，历任中军将军、车骑将军、开府仪同三司。
张敬儿功高位重，被齐武帝猜忌。他初为南阳太守时，其后妻尚氏梦见一手热如火；任雍州刺史时，尚氏梦见一胛发热；任开府时，尚氏见梦半身热。张敬儿意欲无限，又对亲近者说：“我妻子又梦见全身发热了。”又自称梦见旧村社的树高到天上了，齐武帝得知后厌恶他。垣崇祖被杀后，张敬儿怀疑自己也会被杀。正逢有人上告张敬儿遣人到蛮族中贸易，武帝怀疑他有异心，就趁在于华林园设八关斋、朝臣都来了的时候，在座位上抓捕张敬儿。张敬儿脱下冠貂扔在地上说：“此物误我！”于是被杀。
张敬儿先娶毛氏生子张道文，后因尚氏有美色，休妻娶之。张敬儿的四个儿子武陵内史张道文、征虏功曹张道畅、张道固、张道休一并伏诛，幼子张道庆被赦免。数年后，齐武帝与弟弟豫章王萧嶷曲水内宴三日，舴艋船流到御座前覆没，武帝因此提及张敬儿，后悔杀了他。其弟張恭兒。

## 延伸阅读
[在维基数据编辑]
 《南齊書/卷25》，出自萧子显《南齊書》
 《南史·卷45》，出自李延壽《南史》